# اختبار المفاهيم
 اختبار المفاهيم (أو اختبار السوق) هو عملية استخدام الأساليب الكمية والأساليب النوعية لتقييم استجابة المستهلك لفكرة منتج ما قبل إدخاله إلى السوق. ويمكن أيضًا استخدام اختبار المفاهيم لابتكار وسيلة اتصال تهدف إلى تغيير مواقف المستهلكين تجاه المنتجات الحالية. وتتضمن هذه الطرق تقييم المستهلك لمفاهيم المنتج الذي يتميز بفوائد منطقية معينة مثل «المنظفات التي تزيل البقع ولكنها لطيفة على الأقمشة» أو المنتج ذو الفوائد غير المنطقية مثل؛ «الشامبو الذي يشعرك بالثقة» ويُشار في الغالب إلى هذه الأساليب على أنها أحد اختبارات المفاهيم ويتم تنفيذها باستخدام عمليات المسح الميدانية والمقابلات الشخصية والمجموعة المركزة، إلى جانب الأساليب الكمية المختلفة لإنشاء وتقييم مفاهيم المنتج.
وتعد الأجزاء الخاصة بإنشاء المفهوم في اختبار المفاهيم هي في الغالب نوعية. وقد استحدث محترفو الإعلانات بشكل عام مفاهيم وأساليب توصيل هذه المفاهيم بحيث يتم تقييمها من قبل المستهلكين، على أساس استطلاعات آراء المستهلكين وغيرها من أبحاث السوق، أو على أساس تجربتهم الخاصة حول أي المفاهيم التي تمثل أفكارًا لمنتجات هي التي يعتقدون أنها جديرة بالاهتمام في سوق المستهلك.

## الاجزاء الكمية
كما أن الأجزاء الكمية من إجراءات اختبارات المفهوم قد قُسمت بشكل عام إلى ثلاث فئات:
- (1) عمليات تقييم المفهوم، حيث تُقدم المفاهيم التي تمثل أفكار المنتج على المستهلكين في شكل شفهي أو مرئي ومن ثم تقييمها كميًا من قبل المستهلكين من خلال تحديد درجة نوايا الشراء واحتمالية تجريب المنتج... إلى آخره،
- (2) تحديد وضع المنتَج، التي تعتبر تقييمًا للمفهوم حيث يتم تقييم المفاهيم المصنفة في نفس الفئة الوظيفية للمنتج معًا،
- (3) اختبارات المنتج/المفهوم، حيث يقيّم المستهلكون المفهوم أولاً ثم يتم مقارنة المنتج المطابق والنتائج.

## عيوب اختبار المفهوم التقليدي
كان النظام التقليدي لاختبار المفهوم غير كافٍ كوسيلة لتحديد وقياس المعايير التي يعتمد عليها تفضيل المستهلك لمفهوم على آخر. وقد كانت هذه الأساليب غير كافية للتأكد من الأهمية النسبية للعوامل المسئولة عن أو الحاكمة لاختلاف ردود أفعال المستهلكين والأسواق وقطاعات السوق للمفاهيم المقدمة لهم في اختبارات المفهوم. وبدون هذه المعلومات، فإن الباحثين والمعلنين في السوق يمكنهم التعميم من خلال خبراتهم، على أساس اختبار المفهوم فيما يتعلق بكيفية رد فعل المستهلكين على المنتجات الفعلية أو على متغيرات المفاهيم التي تم اختبارها. وكما هو وارد في أي منتج جديد، تُترك عملية توصيل المفهوم إلى الرؤية الإبداعية لوكالة الإعلانات. ومع ذلك لم يتم التوصل إلى أي طريقة منهجية كمية يمكنها بدقة تحديد المعايير التي استندت خيارات المستهلك ومساهمة كل معيار من هذه المعايير وأهميته في قرار الشراء. ولذلك، فقد فشلت طرق اختبار المفهوم السابقة في تزويد باحثي السوق بالمعلومات الكاملة اللازمة لهم لابتكار منتجات مصممة خصيصًا لتلبية معايير قرارات توازن الشراء الخاصة بمجموعة المستهلك.
وعلاوة على ذلك، فشلت الأساليب التقليدية لاختبار المفاهيم في تحديد العلاقات كميًّا بين استجابة المستهلك للمفاهيم وبين اختيار المستهلك للمنتجات الحالية المتنافسة في ذات السوق الاستهلاكية. وهكذا لم تكن اختبارات المفاهيم قادرة على توصيل فوائد المنتج للمستهلك بدرجة عالية من الدقة، بما يمثل على نحو وثيق المفهوم الذي تم اختباره.
وقد تم تحديد هذه المشاكل الخاصة باختبار المفاهيم في المجلات التجارية والتسويقية. على سبيل المثال، أشار كل من مور (Moore) وويليام (William) عام (1982) في استقصاء ومراجعات مطبوعة لمنهجية اختبار المفاهيم إلى أن اختبارات المفاهيم فشلت في تفسير التغييرات بين المفهوم المختبر وبين أسلوب التوصيل الذي يعدد فوائد المنتج التي تجسد المفهوم. تشير مقالة مور إلى أنه «لا يوجد أي قدر من التحسن في الممارسات الحالية لاختبار المفاهيم يمكنه معالجة هذه المشاكل.» وهذا يعكس حقيقة أنه ما من طريقة تقليدية تعد وسيلة كمية للتأكد من الأهمية النسبية للمعايير الأساسية لاختيارات المفاهيم كوسيلة لتحديد التعبيرات البصرية واللفظية للمفاهيم التي يمكنها توصيل الفوائد المنشودة من قبل المستهلك. كما أن الطرق التقليدية لا يمكنها حصر العلاقات بين المفاهيم وبين المنتجات الحالية المعروضة في ذات السوق الاستهلاكية. وسوف توفر قدرة أي طريقة من الطرق لتحسين أوجه القصور المذكورة أعلاه أو التغلب عليها تحسنًا كبيرًا في توصيل المفاهيم التي تم تحديدها في عملية الاختبار وقدمت للسوق كمنتج.
يتمثل أحد هذه الأساليب في التحليل الموحد وهناك أسلوب آخر يسمى نمذجة الاختيار. إضافة إلى ذلك، وبعد أن أصبح البيع بالتجزئة على الإنترنت يحتل مكانًا بارزًا على نحو متزايد، فإن العديد من المستجيبين يُعتبرون أيضًا مستهلكين عبر الإنترنت. وبالتالي، فهي قادرة على وضع نفسها بسهولة في عقلية المستهلك الذي يبحث عن شراء السلع أو الخدمات. ومنذ تطبيق هذه الأساليب، كان باحثو السوق قادرين على تقديم اقتراحات أفضل وأكثر دقة لعملائهم بشأن قرار الاستمرار أو المراجعة أو البدء من جديد مع مفهوم منتج. ومن الممكن لنمذجة الاختيار عبر الإنترنت، على سبيل المثال، أن تنتج نماذج الاقتصاد القياسي المفصلة لطلب مميزات مختلفة للمنتج الجديد مثل المظهر والتعبئة والتغليف والسعر.